# TT381
La tombe thébaine TT 381 est située à Gournet Mourraï, dans la nécropole thébaine, sur la rive ouest du Nil, face à Louxor en Égypte.
C'est la sépulture d'Amenemonet, messager du roi dans tous les pays, à la période ramesside.